# Клан Оліфант

Емблема (хрест) клану Оліфант.

Герб вождів клану Оліфант.

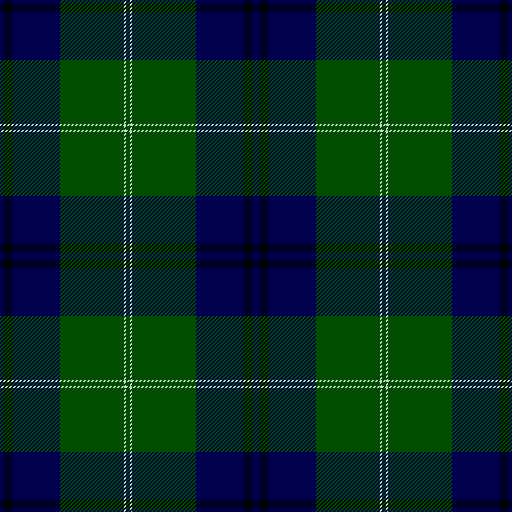
Тартан клану Оліфант.

Клан Оліфант — (шотл. — Clan Oliphant) — один з кланів Шотландії.

## Історія клану Оліфант

### Походження клану Оліфант
Найдавнішим представником клану Оліфант, який відомий історикам є Роджер Оліфард (шотл. — Roger Olifard). Він був одним з авторів статуту монастиря Святого Андрія в приході Клунік (Нортгемптон, графство Симона). Статут датований роками десь між 1093 та 1100-им. Сам Роджер Оліфард жертвував щороку 3 шилінги цьому монастирю.
Клан Оліфант походить від сім'ї Норман, що раніше володіли землями в Нортгемптоншир в Англії. У «Книзі Страшного Суду» у записах, що стосуються Нортгемптонширу згадується: «У Ліллефорді, Віллелмус Оліфард», чия земля належала графині Джудіт, а також йому налажала волинка і 31 курка. Є в давніх документах згадка про Вільяма Оліфарда з Нортгемптонширу, а також про Х'ю Оліфарда з Гантінгдонширу. Про Вільяма згадується, що він привіз п'ять шкур в Лілфорд і заплатив мито королю Шотландії в той час як Хью Оліфард Стокс був лицарем на службі абату Петерсбору (шотл. — Petersborough) десь до 1120. Обидва Оліфарди згадуються в переписі майстрів волинки від 1130 року.
Вважається, що засновником клану Оліфант був Девід Голіфард — хрещеник короля Девіда I Шотландського — згадується за 1141 рік. Він також жив у володіннях Лілфорд у Нортгемптонширі. Це вказує на те, що Нортгемптоншир та його населення в той час було у сфері впливу короля Шотландії. Девід був сином Вільяма Оліфарда і згадується у переписах Кембріджширу (від 1158 року), Нортгемптонширу (від 1163 року) і Гунтінгдонширу (від 1168 та 1169 року). Він був порятований своїм хрещеним батьком — королем Девідом I Шотландським під час битви за Вінчестер у 1141 році. Девід володів землями в Кайлінгу та Смайлхолмі (Роксбургшир), і служив юстиціарієм в Лотіані. Він не згадується в записах після 1170 і, як передбачається, незабаром помер. Один із синів Девіда був відправлений як заручник для Вільяма Лева.
Син Девіда Оліфарда — сер Волтер Оліфард, другий юстіціарій, в 1173 році одружився з дочкою Ферхара — графа Стратерн; її приданим були землі Страгет.

### Війна за незалежність Шотландії
Клан Оліфант згадується в списках Рагман Роллс — списках шляхетних людей Шотландії, що присягнули на вірність королю Англії Едуарду I. Вождь клану Оліфант вимушено присягнув тоді завойовнику — англійському королю, але незабаром долучився до боротьби за незалежність Шотландії.
Під час воєн за незалежність Шотландії сер Вільям Оліфант брав участь у битві під Данбар (1296) і був тоді узятий в полон і ув'язнений в замку Дівайзіс в Англії. Він був звільнений і призначений констеблем у замок Стірлінг. У 1304 замок Стірлінг був останнім оплотом, що залишався в шотландських руках. Король Едуард I Англії намагався здобути замок протягом трьох місяців, перш ніж захисники здалися. Сер Вільям був знову схоплений і відправлений в лондонський Тауер. Він був випущений і призначений губернатором міста Перт королем Едуардом II Англійським. Перт був згодом захоплений королем Робертом Брюсом і сера Вільям був відправлений у ланцюгах на Західні острови, де він імовірно помер.
Його двоюрідний брат, з яким його часто плутають — Вільям Оліфант — лорд Абердальгі, що теж брав участь у битві Данбар, теж потрапив у полон і був ув'язнений у замку Рочестер і був звільнений англійським королем Едуардом I після згоди в'язня служити англійському королю. Він теж служив у замку Стірлінг разом зі своїм двоюрідним братом. Після повстання і падіння замку він знову був схоплений англійцями і ув'язнений в замку Валлінгфорд. Пізніше він був звільнений і в 1313 році став під прапори Роберта Брюса — борця за свободу Шотландії. Вільям Оліфант був одним з тих, хто підписав декларацію Аброах 6 квітня 1320 року. Він був нагородженими землями Ангус, Гаск, Ньютайл в Пертширі. Також йому були подаровані Муйрхауз біля Единбургу, як компенсацію за землі що були передані королю Джону де Балліолу в Кінкардінширі.
Син сера Вільяма — сер Волтер Оліфант, лорд Абердалгі був одружений з принцесою Єлизаветою, молодшою дочкою короля Роберта Брюса. він був похований у фамільному склепі в Абердалгі на церковному кладовищі, який більш відомий як гробниця сера Вільяма Оліфанта — лорда Абердалгі та Дупплін. Гробниця мала скульптури, які є одними з найкращих зразків кам'яних скульптур в Шотландії. Це лежача фігура — датується приблизно 1365 роком. Гробниця є місцем поховань вождів клану Оліфант.

### XV століття— війни кланів
Сер Джон Оліфант був посвячений у лицарі Робертом II Шотландським. Його син, сер Лоуренс Оліфант з Абердальгі, став лордом парламенту в 1458 році завдяки королю Джеймсу II Шотландському. Пізніше він був хранителем Единбурзького замку.
У 1455 сер Джон Оліфант був убитий в битві під Арброах в якій клан Оліфант підтримав клан Огілві в боротьбі проти клану Ліндсей.

### XVI століття— англо-шотландська війна
Під час англо-шотландської війни, онук сера Лоуренса Оліфанта був убитий в битві при Флоддені в 1513 році і його правнук був захоплений у битві при Солвей-Моссі в 1542 році.
IV лорд Оліфант підтримав королеву Мері — королеву шотландців і боролися за неї в битві при Лангсайд у 1568 році.
Старший син вождя клану, інший Лоуренс, був замішаний у змові, відомої як Райд Рутвен на чолі з кланом Рутвен, з метою викрасти молодого короля Джеймса VI Шотландського, і тому змушений був йти у вигнання в 1582 році. Корабель, на якому він і його спільник — майстер Мортон відплив у море і потонув.

### XVII століття— громадянська війна на Британських островах
Коли пряма чоловіча лінія вождів клану Оліфант вимерла, Карл I — король Англії та Шотландії надав цей титул найближчому родичу — двоюрідному брату — Патріку Оліфанту. Клан Оліфант були прибічниками якобітів з самого початку їх виникнення і Чарльз Оліфант — ІХ лорд Оліфант брав участь у битві при Кіллікранкі в 1689 році і був згодом кинутий у в'язницю.

### XVIII століття— повстання якобітів
Син Патріка Оліфанта — Чарльз Оліфант, ІХ лорд Оліфант категорично був проти договору з Англією і династійного союзу по якому Шотландія стала частиною Великої Британії у 1707 році. Він приєднався до його двоюрідного брата — Оліфанта Гаска під час повстання якобітів у 1715 році. Х і останній лорд Оліфант відіграв активну роль в повстанні якобітів у 1745. Після поразки в битві під Куллоден він втік спочатку до Швеції, а потім до Франції. Йому дозволили повернутися до Шотландії в 1763 році, але не повернули прав.
Кароліна Оліфант (леді Найрн) — дочкаа лорда Оліфант Гаска була відомою поетесою в середовищі борців за свободу Шотландії.

## Сучасне клану Оліфант
Сучасний вождь клану Оліфант - Річард Ерік Лоуренс Оліфант, володіє титулом вождя клану офіційно, гербом та іменем роду Оліфант. Він спадкоємець по чоловічій лінії лордів Оліфант, Абердальгі та Даплін – титулу і роду що існував до 1460 року, а також спадкоємець роду лордів Оліфант, що йде після відродження роду лордів Оліфант по бічній лінії у 2 червня 1633 року, спадкоємець пера Якобітів – титулу, що був створений принцом Чарльзом Едвардом Стюартом 14 липня 1760 року в Римі для Лоуренса Оліфанта. 
Є також окремий вождь гілки клану Оліфант – Конді. Цей рід мав у своїй історії адміралів, послів, автора книги «Посол у кайданах», голову Ост-Індійської компанії, опікуна індійського магараджі Дуліпа Сінгха, головного суддю Цейлону, що першим посадив на Цейлоні чайні кущі, коли хвороба кави – іржа кави повністю знищила урожай, два генерали, лицарі, депутати шотландського парламенту, музикант і художник Томас Оліфант (1799 - 1873), що написав хорал на весілля короля Едуарда VII і королеви Олександри, а також написав свою власну інтерпретацію пісні "палуба Хрістімас Карол з гілками падуба" – він був композитором-аматором, головою товариства «Мадригал» і автор пісні «La Musa Madrigalesca» (1837), працював над музикою до англійського гімну.  

## Інші гілки клану Оліфант
Інші галузі Клану Оліфант існують, але на сьогоднішній день вони все ще чекають законних претендентів за на посаду вождя та право на титули, право на носіння одного або двох пер орлиних. До них належать: генеральні секретарі США, відомий австралійський вчений сер Марк Оліфант – був залучений в рамках Манхеттенського проекту, його племінник – відомий карикатурист Пет Оліфант та відомий журналіст Томас Оліфант.  

## Замки клану Оліфант
Замок Келлі – був побудований і належав клану Оліфант з 1360 по 1613 рік.
Старий замок Вік і Беррідейл – належав клану Сазерленд в 15 столітті, перейшов до сера Вільяма Оліфанта з Беррідейл - другий син другого лорда Оліфант, він мав шлюб з дочкою і спадкоємицею Олександра Сазерленда з Дуффу в 1497 році.
Замок Хаттон – був побудований в 1575 році Лоуренсом, IV лорд Оліфант на місці попереднього замку Форталайс Балкрайг. Замок Хаттон Замок був відновлений в ХХ столітті.